# 一〇式艦上戦闘機
一〇式艦上戦闘機
一〇式艦戦
- 用途：戦闘機
- 分類：艦上戦闘機
- 製造者：三菱内燃製造（現在の三菱重工業）
- 運用者：日本海軍
- 初飛行：1921年（大正10年）

一〇式艦上戦闘機（いちれいしきかんじょうせんとうき、旧字体：一〇式艦上戰鬭機）は、最初の航空母艦「鳳翔」の建造と同時に開発された、日本海軍初の国産艦上戦闘機である。初期には「十年式艦上戦闘機」と呼称されたが、兵器名称付与標準の改訂に伴い「一〇式艦上戦闘機」に名称が変更された。1921年（大正10年）試作完成。製造は三菱内燃機製造会社。

## 概要
主力となる航空機の早期純国産化を検討していた日本海軍の意向を受けて、三菱では1921年2月よりイギリスのソッピース社より招聘したハーバート・スミス技師の設計で航空母艦に発着可能な戦闘機の開発を開始した。そして、同年の9月に試作1号機が完成し10月に初飛行に成功した。木製骨組に羽布張り構造の複葉単座機で、性能は当時の戦闘機としては申し分なく、1923年（大正12年）11月に制式採用された。
動力には、イスパノ・スイザ製「HS-8Fb」エンジンを三菱で国産化した、「三菱イスパノ・スイザ 三百馬力発動機」を搭載した。このエンジンは一〇式艦上偵察機や一五式水上偵察機や、日本陸軍の甲式四型戦闘機にも使われた。
「一〇式一号艦上戦闘機」「一〇式二号艦上戦闘機」などのサブタイプがあり、主たる相違点は、一号艦戦では機首前面に装備されていた発動機冷却器が、二号艦戦では胴体下のランプラン式に改められたことなどである、という説があるが、内令兵によって定められた海軍機の制式の定義である「航空機の名称」には単に「一〇式艦上戦闘機一型」「一〇式艦上戦闘機二型」の種別があるだけでしかない。この場合「二型」は副操縦装置付の練習機型であり、通常の艦上戦闘機型は細部の如何に関わらず「一〇式艦上戦闘機一型」として一括されていた。なお機首の形状には、機首に蜂巣式冷却器を配置した「1MF1～1MF2」の系統、ランブラン式冷却器に改めて視界をはかった「1MF3」、さらに揮発器（気化器）を下方装備としてさらなる視界改善をはかった「1MF3A」の少なくとも3種類が存在する。後2者は、機首の冷却機が視界の妨げになり、航空母艦への着艦に支障をきたすことの対策であった。また、操縦席の配置や主翼に変更を加えた「1MF4」、艦上練習戦闘機型の「1MF5A」、民間向けの非武装の曲技練習機型である「F3B1」も製造された。
その他の特殊な派生機として、霞ヶ浦海軍航空隊医務部では1924年（大正13年）春頃から、全幅1.24 mの一〇式艦戦の模型機を用いて、航空医学研究のための動物実験を行っていた、この模型機は被験体として小猿などを搭乗させることが可能で、実験の際にはアストラ・トウレ飛行船が曳航機を務めた。
生産は1928年（昭和3年）12月まで行われ、128機生産された。1930年（昭和5年）頃、三式艦上戦闘機と交代するまで第一線機として使用された。その後は練習機に転用されたほか、民間に払い下げられて使用された機体もあった。

## 諸元
- 型式： 単発・複葉
- 乗員： 1名
- 全長： 6.90 m
- 全幅： 8.50 m
- 全高： 3.132 m
- 自重： 940 kg
- 全備重量： 1280 kg
- 動力： 三菱イスパノ・スイザ（ヒ式） 三百馬力発動機 水冷V型8気筒（公称出力：300 hp）×1
- 最大速度： 215 km/h
- 航続時間： 2.5時間
- 武装： 7.7 mm機銃×2